# Grand Prix Bordeaux 1951
Grand Prix Bordeaux 1951 (oficiálně I Grand Prix de Bordeaux) byl nemistrovský závod Formule 1 v sezóně 1951, který se konal dne 29. dubna 1951 ve Francii.

## Závod
| Poř. | No. | Jezdec                  | Konstruktér   | Počet kol | Čas/Odstoupení    | Pořadí na startu |
| ---- | --- | ----------------------- | ------------- | --------- | ----------------- | ---------------- |
| 1    | 14  | Louis Rosier            | Talbot-Lago   | 123       | 3:07:11.3         | 1                |
| 2    | 22  | Rudi Fischer            | Ferrari       | 123       | + 1:09.0          | 4                |
| 3    | 26  | Peter Whitehead         | Ferrari       | 121       | + 2 kola          | 5                |
| 4    | 28  | Princ Bira              | Maserati      | 119       | + 4 kola          | 7                |
| 5    | 4   | Maurice Trintignant     | Simca-Gordini | 117       | Odstoupení        | 2                |
| 6    | 16  | Henri Louveau           | Talbot-Lago   | 116       | + 7 kol           | 14               |
| 7    | 30  | Louis Chiron            | HWM-Alta      | 114       | + 9 kol           | 15               |
| NC   | 24  | Pierre Staechelin       | Ferrari       | 106       | + 17 kol          | 13               |
| Ret  | 8   | André Simon             | Simca-Gordini | 76        | Palivové čerpadlo | 11               |
| Ret  | 18  | Yves Giraud-Cabantous   | Talbot-Lago   |           | Převodovka        | 8                |
| Ret  | 20  | Lance Macklin           | HWM-Alta      |           | Karburátor        | 9                |
| Ret  | 2   | Nino Farina             | Maserati      |           | Kompresor         | 10               |
| Ret  | 6   | Robert Manzon           | Simca-Gordini |           | Těsnění           | 6                |
| Ret  | 12  | Harry Schell            | Maserati      | 4         |                   | 3                |
| Ret  | 10  | Emmanuel de Graffenried | Maserati      | 0         |                   | 12               |
| DNA  | 32  | Toni Branca             | Maserati      |           |                   |                  |